# Gabriel Marcelo Neveleff
Marcelo Neveleff (La Plata, Provincia de Buenos Aires; 9 de marzo de 1963), también conocido como El Ruso, es un entrenador argentino. Actualmente es el entrenador de la selección de  República Dominicana.

## Trayectoria
Marcelo comenzó a ejercer como técnico en las divisiones inferiores de Jacksonville Cyclones en el año 1997, cargo al que renunció para trabajar en la Federación de fútbol de Estados Unidos como Director de Clubes Juveniles en las ciudades de Fort Myers (Florida) entre (1998 - 2003), Tampa, Florida entre (2003 - 2005) y en Weston (Florida) entre (2005 - 2006).
En el 2007 tiene su primera experiencia en el extranjero y asume el reto de dirigir al Sete de Setembro E.C. equipo que participaba en el Campeonato Pernambucano Serie A2 de Brasil, el club logra ascenso a la 1ª Division de Pernambuco después de 19 años y con un récord de 14 encuentros ganados y 4 empates, después de dos años a finales del 2008 retorna los Estados Unidos.
Se incorporó en el año 2010 como ayudante de campo y entrenador alterno del Miami FC, en este equipo permaneció por espacio de un año.
El Club Deportivo Jorge Wilstermann de Bolivia lo contrata para dirigir en el Campeonato Nacional B 2011-12 y la Copa Libertadores 2011,. El Ruso permanece en Bolivia y es contratado para dirigir al Club Aurora de la Primera División de Bolivia para la Temporada (2012 - 2013). 
Luego de un periodo de varios años en el extranjero Marcelo Neveleff regresa a los Estados Unidos para dirigir el Fort Lauderdale Strikers por un periodo de un semestre.
La Federación de fútbol de Estados Unidos lo incorpora para formar parte de los distintos cuerpos técnicos de sus Selecciones nacionales de fútbol como Scout.
Para el 2017 fue contratado por el New England Revolution como ayudante de campo y entrenador alterno para acompañar a Brad Friedel en la Dirección Técnica, durante esta etapa compartió compromisos con el Club y la Federación de fútbol de Estados Unidos hasta el Año 2019.
En el segundo semestre del Año 2019 se incorpora al Orlando City Soccer Club para ser el coordinador general de las Categorías inferiores y entrenador del equipo filial del club.
Fue presentado el 23 de enero de 2023 como seleccionador nacional de República Dominicana.

## Clubes

### Entrenador
| Club                                        | País                 | Año           |
| ------------------------------------------- | -------------------- | ------------- |
| Sete de Setembro E.C.                       | Brasil               | 2007-2008     |
| Miami F.C. (Segundo entrenador)             | Estados Unidos       | 2009-2010     |
| Jorge Wilstermann                           | Bolivia              | 2011          |
| C. D. Aurora                                | Bolivia              | 2012-2013     |
| Fort Lauderdale Strikers                    | Estados Unidos       | 2015          |
| New England Revolution (Segundo entrenador) | Estados Unidos       | 2019          |
| Orlando City B                              | Estados Unidos       | 2020-2022     |
| Selección República Dominicana              | República Dominicana | 2023-presente |